# Функтор Tor
У математиці, функтор Tor є похідним функтором тензорного добутку модулів над кільцем. Разом із функтором Ext, функтор Tor є одним із основних понять гомологічної алгебри.
У випадку абелевих груп, Tor був введений Едуардом Чехом у 1935 році. Сучасну назву функтора дав Самуель Ейленберг у 1950. Для модулів над довільним кільцем, означення Tor вперше дали Картан і Ейленберг у книзі Homological Algebra.

## Означення
Нехай R — кільце. Позначимо R-Mod категорію лівих R-модулів і Mod-R — категорію правих R-модулів. (Якщо R є комутативним, дві категорії можна ідентифікувати.) Для деякого лівого R-модуля B, позначимо T(A) = A ⊗R B для модуля A з категорії Mod-R. T є правим точним функтором із Mod-R у категорію абелевих груп Ab, і тому для нього існує лівий похідний функтор LiT. Групи Tor є абелевими групами заданими як:
{\displaystyle \operatorname {Tor} _{i}^{R}(A,B)=(L_{i}T)(A),}
для цілого числа i. Більш детально: для довільної проективної резольвенти
{\displaystyle \cdots \to P_{2}\to P_{1}\to P_{0}\to A\to 0,}
відкинувши елемент A можна одержати ланцюговий комплекс:
{\displaystyle \cdots \to P_{2}\otimes _{R}B\to P_{1}\otimes _{R}B\to P_{0}\otimes _{R}B\to 0}
Для кожного цілого числа i, TorRi(A, B) є гомологією цього комплекса на позиції i. Для від'ємного i група вважається рівною тривіальній. Наприклад, TorR0(A, B) є коядром відображення P1 ⊗R B → P0 ⊗R B, яке є ізоморфним A ⊗R B.
Еквівалентно, можна дати означення Tor зафіксувавши A і взявши ліві похідні функтори правого точного функтора G(B) = A ⊗R B. У цьому випадку береться тензорний добуток A із проективною резольвентою B і тоді гомологічні групи, як і вище. Всі ці побудови є незалежними від вибору конкретних проективних резольвент і дають в результаті однакові групи.
Загалом, для некомутативного кільця R, TorRi(A, B) є лише абелевою групою. якщо R є алгеброю над кільцем S (що означає, зокрема, що S є комутативним), тоді TorRi(A, B) є S-модулем. Якщо R є комутативним то TorRi(A, B) є R-модулем (використовуючи факт, що A ⊗R B теж є R-модулем у цьому випадку). 

## Властивості
Нижче подані основні властивості і обчислення для груп Tor.
- TorR0(A, B) ≅ A ⊗R B для будь-якого правого  R-модуля A і лівого  R-модуля B.

- TorR
i(A, B) = 0 для всіх i > 0 якщо або A або B є плоским (наприклад, вільним) R-модулем. Tor можна обчислити використовуючи плоску резольвенту A або B; плоска резольвента є більш загальною ніж проективна (чи вільна) резольвента.[5]

- Для попереднього твердження справедливими є обернені:
  - Якщо TorR
1(A, B) = 0 для всіх B, тоді A є плоским (і тому TorR
i(A, B) = 0 для всіх i > 0).
  - Якщо TorR
1(A, B) = 0 для всіх A, тоді B є плоским (і тому TorR
i(A, B) = 0 для всіх i > 0).

- Згідно загальних властивостей похідних функторів, кожна коротка точна послідовність 0 → K → L → M → 0 правих R-модулів породжує довгу точну послідовність виду [6]

{\displaystyle \cdots \to \operatorname {Tor} _{2}^{R}(M,B)\to \operatorname {Tor} _{1}^{R}(K,B)\to \operatorname {Tor} _{1}^{R}(L,B)\to \operatorname {Tor} _{1}^{R}(M,B)\to K\otimes _{R}B\to L\otimes _{R}B\to M\otimes _{R}B\to 0,}
для будь-якого лівого  R-модуля B. Аналогічна точна послідовність також є для Tor стосовно другої змінної.
- Симетричність: для комутативного кільця R, існує природний ізоморфізм TorR
i(A, B) ≅ TorR
i(B, A).[7] (Для комутативного R немає потреби розрізняти ліві і праві R-модулі.)

- Якщо R є комутативним кільцем і елемент u не є дільником нуля, тоді для будь-якого R-модуля B маємо:

{\displaystyle \operatorname {Tor} _{i}^{R}(R/(u),B)\cong {\begin{cases}B/uB&i=0\\B[u]&i=1\\0&{\text{otherwise}}\end{cases}}}  де
{\displaystyle B[u]=\{x\in B:ux=0\},}
є підгрупою u-кручення у B. Цей  факт пояснює назву Tor. Для {\displaystyle R=\mathbb {Z} ,} цей результат можна використати для обчислення {\displaystyle \operatorname {Tor} _{1}^{\mathbb {Z} }(A,B)} для будь-якої скінченнопородженої абелевої групи A.
- {\displaystyle \operatorname {Tor} _{i}^{\mathbb {Z} }(A,B)=0} для всіх i ≥ 2 оскільки кожна абелева група A має вільну резольвенту довжини 1, оскільки кожна підгрупа вільної абелевої групи є вільною абелевою групою.

- Для будь-якого кільця R, Tor зберігає прямі суми (можливо нескінченні) і фільтровані кограниці.[8] Наприклад, по першій змінній це означає

{\displaystyle {\begin{aligned}\operatorname {Tor} _{i}^{R}\left(\bigoplus _{\alpha }M_{\alpha },N\right)&\cong \bigoplus _{\alpha }\operatorname {Tor} _{i}^{R}(M_{\alpha },N)\\\operatorname {Tor} _{i}^{R}\left(\varinjlim _{\alpha }M_{\alpha },N\right)&\cong \varinjlim _{\alpha }\operatorname {Tor} _{i}^{R}(M_{\alpha },N)\end{aligned}}}
- Для комутативного кільця R, Tor комутує з операцією локалізації. Тобто для мультиплікативно замкнутої множини S у R, R-модулів A і B, і цілого числа i,[9]

{\displaystyle S^{-1}\operatorname {Tor} _{i}^{R}(A,B)\cong \operatorname {Tor} _{i}^{S^{-1}R}\left(S^{-1}A,S^{-1}B\right).}

## Важливі окремі випадки
- Гомологія груп є рівною {\displaystyle H_{*}(G,M)=\operatorname {Tor} _{*}^{\mathbb {Z} [G]}(\mathbb {Z} ,M),} де G є групою, M є представленням G над цілими числами, і {\displaystyle \mathbb {Z} [G]} є груповим кільцем G.

- Для алгебри A над кільцем R і A-бімодуля M, гомологія Хохшильда є рівною

{\displaystyle HH_{*}(A,M)=\operatorname {Tor} _{*}^{A\otimes _{R}A^{\text{op}}}(A,M).}
- Гомологія алгебр Лі є рівною {\displaystyle H_{*}({\mathfrak {g}},M)=\operatorname {Tor} _{*}^{U{\mathfrak {g}}}(R,M),} де {\displaystyle {\mathfrak {g}}} є алгеброю Лі над комутативним кільцем R, M є {\displaystyle {\mathfrak {g}}}-модулем, і {\displaystyle U{\mathfrak {g}}} є універсальною обгортуючою алгеброю.

- Для комутативного кільця R із гомоморфізмом на поле k, {\displaystyle \operatorname {Tor} _{*}^{R}(k,k)} має структуру градуйовано-комутативної алгебри Гопфа над k. Якщо k має характеристику 0, вона є вільною градуйовано-комутативноо алгеброю на гомології Андре — Квіллена {\displaystyle D_{*}(k/R,k).}[10]